# Джон Девіс (плавець)
Джон Девіс (англ. John Davies, 17 травня 1929 — 24 березня 2020) — австралійський плавець.
Олімпійський чемпіон 1952 року, учасник 1948 року.